# Trichogramma sericini
Trichogramma sericini är en stekel som beskrevs 1974 av Pang Xiong-fei och Tai-lu Chen. Arten ingår i släktet Trichogramma och familjen hårstrimsteklar. Arten förekommer i Palearktis och inga underarter finns listade i Catalogue of Life.